# Angelo Gerardini
Alessandro (Angelo) Geraldini, Angelus von Sessa (ur. ?, zm. 1486 w Civita Castellana) – włoski duchowny rzymskokatolicki, biskup Sessa Aurunca i kamieński.

## Biografia
15 kwietnia 1463 papież Pius II prekonizował go biskupem Sessa Aurunca we Włoszech. Brak informacji kiedy i od kogo przyjął sakrę biskupią.
24 lipca 1482 papież Sykstus IV prekonizował go biskupem kamieńskim. Nie objął jednak tej diecezji, rezygnując z niej w 1483 lub 1485.